# St Marys (Tasmanie)
Pour les articles homonymes, voir St Marys.
St Marys (522 habitants) est un petit village au nord-est de la Tasmanie en Australie à 221 km au nord-est de Hobart à 10 km de la mer sur la Tasman Highway.